# 坎德拉里亞德拉弗龍特拉
坎德拉里亞德拉弗龍特拉（西班牙語：Candelaria de la Frontera），是薩爾瓦多的城鎮，位於該國西北部，由聖安娜省負責管轄，面積91.13平方公里，海拔高度678米，2007年人口22,686，人口密度每平方公里248.94人。
14°7′N 89°39′W / 14.117°N 89.650°W